# Agorafobia
La agorafobia es un trastorno mental y trastorno del comportamiento; específicamente, un trastorno caracterizado por la presencia de ansiedad en lugares o situaciones de los que es difícil escapar o en los que, si aparece una crisis de angustia o síntomas, puede no disponerse de ayuda. Presenta conductas de evitación al igual que en otras fobias. Pueden aparecer en espacios abiertos o cerrados, como transportes públicos. Como tal, está estrechamente relacionada con el trastorno de pánico, y no es raro que ambos trastornos se manifiesten al mismo tiempo potenciándose entre sí (es decir que sean comórbidos).
Entre los miedos que experimenta quien sufre de este trastorno se pueden mencionar: desmayarse, sufrir un infarto, ser atacado o perder el control en un espacio público.

La agorafobia es miedo al miedo. Los agorafóbicos temen las situaciones que puedan generarles sensaciones de ansiedad, miedo a la propia activación fisiológica y a los pensamientos sobre las consecuencias de experimentarlas, como la idea de morir.
Doctor José Pedro Espada Sánchez, psicólogo.

## Etimología
La palabra procede de los términos griegos "ágora" (griego, άγωρα  ágora, plaza pública, literalmente sitio de reunión) y fobia (del griego Φόβος, phóbos, personificado en el hijo de Ares; Fobos) y se refiere al temor patológico a los espacios abiertos o los lugares públicos.

## Posibles causas
El trastorno se genera probablemente por alguna experiencia traumática por parte de la persona, quien al evitar las situaciones parecidas está desarrollando un mecanismo de aprendizaje que hace permanecer el problema. Entre los factores de riesgo se pueden incluir episodios relacionados con intensos niveles de pánico o experimentar eventos estresantes, incluidas las agresiones físicas y sexuales y/o el abuso sexual o físico durante la infancia.
La agorafobia suele incluir o desarrollar en la persona afectada otras fobias más específicas, tales como estar o quedarse solo/a (anuptafobia), fobia a los lugares cerrados (claustrofobia), a las alturas (acrofobia), a la posibilidad de ser abusado (contreltofobia), al agua (hidrofobia), a estar rodeado de gente (enoclofobia), a las enfermedades (hipocondría), al día o a la noche (nictofobia), al tiempo/clima (cronofobia) o al sexo (erotofobia).

## Conducta característica
El agorafóbico tiende a evitar situaciones potencialmente ansiógenas, como lo pueden ser salir de casa, usar transportes públicos, ir de compras, comer en restaurantes, entrar al cine, hacer deporte, viajar, estar en lugares públicos o áreas amplias, etc. Estas situaciones pueden representar un grave problema en la vida del agorafóbico, pudiendo llevar a la persona afectada a casi no salir de su casa con el fin de tratar de evitar la gran cantidad de ansiedad causada por el pánico.
Este trastorno tiene un mayor porcentaje de pacientes mujeres que hombres. Entre un 1% y un 5% de la población española ha desarrollado un episodio psicológico relacionado con la agorafobia durante su vida.
La gran mayoría de las personas agorafóbicas experimentan una serie de emociones desencadenadas por la respuesta de ansiedad al ser sometidas o expuestas al estímulo causante. El afectado siente intensas sensaciones fisiológicas que aparecen súbitamente o como venidas de la nada, aumentando gradualmente y apareciendo una tras otra o varias combinaciones a la vez, según la persona entre en un estado emocional agudo.
Estas sensaciones generalmente son:
- taquicardia.
- ráfagas de calor/frío.
- calor, sudor, sofoco.
- temblores.
- ahogo o falta de aire; hiperventilación.
- mareo y vértigo.
- sensación de irrealidad.
- dolor u opresión en pecho.
- astenia: fatiga o cansancio.
- náuseas, dificultad para tragar, sensaciones extrañas en el estómago (como mariposas en el estómago).
- visión borrosa o sensación de ver luces.
- pinchazos, calambres, entumecimiento, tensión, piernas débiles, pérdida de sensibilidad, palidez.
- sensación de orinar o evacuar, entre otros.

Cada persona experimenta toda una serie de respuestas fisiológicas en cada uno de sus ataques de pánico, y lo que hace es buscar ayuda de la manera posible e inmediata para salir de tal situación, para disminuir o cortar las emociones y que a su vez le mantenga a salvo.
No obstante, con los síntomas, a todo esto, aparecen automáticamente "pensamientos negativos o catastróficos" que, por obvias razones, hace que aumente la respuesta fisiológica, convirtiendo su ansiedad en un verdadero pánico, volviendo así un caos la estabilidad emocional del afectado, ya que se siente extremadamente fuera de control y asegura que su estado físico-emocional no terminará y culminará en algo catastrófico (morir posiblemente).
Es importante resaltar que los pensamientos negativos o catastróficos aparecen automáticamente y como venidos de la nada, aun cuando la persona se esfuerce en no tenerlos, lo que a su vez aumenta la respuesta fisiológica. Dependiendo de la sensación más aguda que se experimente, es el pensamiento que su sistema nervioso autónomo (cerebro) dará; donde frecuentemente aparece el miedo a:
- Tener un ataque al corazón: Aunque es el miedo más común, es la reacción más corriente provocado por el pánico. Quienes sienten esto, generalmente aparece en su cerebro la creencia de que van a morir de un infarto.

Para que suceda un infarto o accidente cardíaco, se necesitan características muy específicas, como: lesiones graves en el corazón o arterias circundantes, exceso de ácidos grasos en la sangre, sobrepeso, vida sedentaria, consumo excesivo de alcohol, tabaco u otras drogas y antecedentes genéticos. Debe quedar claro que el estrés por sí solo no causa accidentes cardíacos, aunque se esté en el peor de los ataques de pánico y reuniendo algunas de las características antes mencionadas la posibilidad es muy baja.
Lo que sucede en realidad es que aparece una subida brusca en la frecuencia cardíaca para enviar más oxígeno a los tejidos y músculos del cuerpo, ya que nuestro organismo se prepara para correr o luchar. Por lo tanto, más que provocar un accidente cardíaco, lo que hace las subidas bruscas en la frecuencia cardíaca es fortalecer el corazón. Así, la próxima vez que se note esta sensación se debe pensar que se ha iniciado un entrenamiento de nuestro corazón.
- Ahogarse o asfixiarse: La única forma de que una persona muera asfixiada es que no llegue oxígeno a los pulmones, y lo que sucede en un ataque de pánico es completamente opuesto a la asfixia; el nivel de oxígeno es superior a lo normal. En este caso se está en un estado antagonista a la asfixia.

Como parte de la respuesta de ansiedad, nuestro organismo acelera el ritmo respiratorio, haciendo la respiración más profunda y rápida. La explicación ya se conoce: se necesita más oxígeno en el cuerpo para luchar o correr. Sin embargo, si no se realiza una de estas actividades caemos en un estado de "hiperventilación". En nuestro organismo hay más oxígeno del que se necesita, y paradójicamente uno de los efectos que esto produce es la sensación de asfixia o falta de aire. En este caso se emplean las técnicas de relajación y respiración.
- Desmayarse: Este miedo es muy habitual para quienes notan sensaciones de mareo, vértigo, debilidad o piernas flojas. Su temor es el de un inminente desvanecimiento o pérdida de la conciencia en pleno ataque de pánico.

Fisiológicamente, los desmayos son producidos por una bajada brusca de la presión arterial. Si de pronto se desacelera el ritmo cardíaco, la sangre no llega con suficiente fuerza a nuestro cerebro; entonces se produce un desmayo. Sin embargo, cuando se está en un ataque de pánico, ocurre todo lo contrario: el corazón late con mayor fuerza y aumenta la presión, con lo cual es muy difícil desmayarse en ese estado.
Algunas personas que tienen este miedo quizás hayan pasado por algún desmayo real. Si su caso es uno de estos, es interesante que compare cómo un desmayo es un alejamiento progresivo de la realidad, como caer en un sueño profundo, mientras que en el pánico es todo lo contrario; el cuerpo se encuentra «ultraacelerado» y lo que nunca ocurrirá es desmayarse; si la adrenalina vaga libremente por las venas.
- Perder el control o volverse loco: Esta creencia aparece como resultado de notar anomalías en la visión, como "ver lucecitas", sensación de irrealidad, o pensamientos acelerados de querer escapar.

Cuando se está en pleno ataque de pánico, el organismo se prepara para correr o luchar; así activa todo nuestro cuerpo para una mejor reacción ante el peligro y sobrevivir. En este caso aumenta el campo visual dilatando nuestras pupilas para un mejor alcance visual de nuestro enemigo. Como esto no sucede, la luz ambiental es demasiada para las pupilas dilatadas, dando a su vez la peculiaridad de ver esas "lucecitas" vagas.
Por otro lado, cuando se cree que se va a perder la razón pensado cosas como "me siento mal", "¿dónde estoy?", "aquí no hay salida", "algo me va a dar", "¿si hago el ridículo?", "tengo que salir", "¿y si corro?", "pediré ayuda ¡ya!", "voy a tener...", etc. A partir de ese momento la persona piensa que se está volviendo loca, que será un enfermo mental, o quizás un esquizofrénico.
Otras personas creen que harán conductas extravagantes, ridículas o violentas que pongan en peligro la integridad física de otras personas o de sí mismos, como: gritar, tirarse al suelo, patalear, golpear, agredir o suicidarse. Esta sensación aparece por la percepción de descontrol que se tiene al estar en pleno ataque de pánico.
Lo peor que puede pasar en esta situación es que la persona escape a un lugar seguro, "poniéndose a salvo", y esto es algo que suele hacer voluntaria y conscientemente. En el próximo ataque de pánico, no hay de que preocuparse, los músculos harán lo que solo se decida hacer.
- Miedo al miedo: Cuando se han sufrido otros ataques de pánico, la persona desarrolla otro miedo: el miedo a sufrir otro ataque.

El verdadero miedo es que el ataque siga y siga y no pare; otras personas temen que el próximo ataque no tenga fin.
En este caso, es un buen momento para emplear la terapia cognitiva-conductual; el pánico es fruto de malas experiencias, de aprendizajes inadecuados.
El sistema nervioso autónomo (cerebro) está diseñado para trabajar a alta intensidad, pero en cortos periodos de tiempo. Cuando el sistema simpático se activa, también lo hace el parasimpático, que lo controla y lo frena. Un ataque de pánico, aun sin técnicas de control, solo durará unos minutos.
Así que cuando se crea que nunca se superará el problema o que se quedará estancado en el clímax del pánico, recuerde que es muy poco probable que esto suceda.

## ¿Cómo surge el pánico en una persona agorafóbica?
Lo primero a resaltar es que la ansiedad, pero sobre todo el pánico, solo aparece en ciertas condiciones, provocado por situaciones, estímulos ambientales o corporales muy específicos; siendo que las principales situaciones que existen en una persona agorafóbica son las siguientes:
1- Ataque de pánico en una situación agorafóbica.
Este es un ataque de modo previsible provocado por el estímulo externo (lugar), ya que la persona ha tenido ataques en la misma situación y cree que hay muchas posibilidades de sufrirlo nuevamente, lo cual hace que aumente su temor, y al final termina teniendo el ataque. Generalmente la persona estimula su miedo inconscientemente, sugestionándose al momento de estar en tal situación, por la que se ve obligado a huir del lugar.
2- Ataque de pánico previsible en una situación segura.
Este ataque surge a raíz de estar muy activado emocionalmente, ya sea por alegría, estrés, tristeza, enfado o preocupación, sin importar si se está en una situación donde la persona se sienta segura. El miedo aumenta al sentir que no se puede tener un control repentino para cortar las emociones y regresar a la normalidad.
3- Ataque de pánico imprevisible en una situación segura.
En este caso, el pánico sucede cuando la persona se encuentra en un sitio catalogado por ella misma como “seguro” o de “antipánico” y su estímulo disparador es interno. De pronto y sin previo aviso el cuerpo toma ciertas funciones fisiológicas o cambios corporales vitales que hacen que la persona los malinterprete con pensamientos catastróficos (autovigilancia), produciendo una gran cantidad de ansiedad y al final termina con el ataque. Estos cambios se producen ya sea por el ambiente (calor/frío), por esfuerzo físico o ejercicio, digestión, cansancio o enfermedad.
4- Ataque de pánico por anticipación.
Aquí la persona asegura que sufrirá un ataque si es expuesta al estímulo disparador de ansiedad, lo cual hace que sufra el ataque aun sin antes haber sido expuesta al estímulo. Esto sucede debido a que la persona siente ansiedad momentos antes de su exposición al factor desencadenante, por lo que se anticipa a estos instantes previos a enfrentarlo, y su ansiedad es tal, que culmina en lo que intenta evitar, pánico.

## Terapia cognitiva-conductual
Al igual que otras fobias, el tratamiento más habitual es de tipo conductual o cognitivo-conductual. Este se basa en someter al paciente a una exposición gradual a las situaciones que provocan la ansiedad. Se reeduca al paciente con teoría y conocimientos sobre el tema central, se hacen exposiciones introceptivas (in vitro) y exposiciones reales (in vivo). En pocas palabras, hacer esta terapia cognitiva es como jugar a ser científico, se observa la realidad, se recopilan datos de lo que se conoce, se analiza, se crea una hipótesis, se experimenta y por último se obtiene una ley.
Esto quiere decir que la terapia consta de un análisis completo estudiando el origen de la ansiedad, cómo surge, para qué sirve, cuáles son sus componentes, cómo se manifiesta y en qué nos beneficia. Comprendiendo cómo la ansiedad funciona y cómo ahora está afectando la vida del paciente, este deduce la razón del por qué su cuerpo reacciona de esa manera, y del por qué la mente le protege del supuesto peligro.
Con bases fijas de cómo surge la ansiedad, pero sobre todo el pánico; comienza la exposición interoceptiva (in vitro), esto es provocándose voluntariamente situaciones que le generen ansiedad o pánico.
El objetivo de la exposición “in vitro”, es que el paciente experimente estímulos que desaten su ansiedad o pánico en situaciones donde "supuestamente esta a salvo"; para lograr comprender que sus pensamientos automáticos son falsos, que no vendrá una catástrofe como creía desde un principio, que no sucederá alguna tragedia, y que podrá enfrentar una situación real que implique reto o un comportamiento distinto. También aquí se enseña al paciente a eliminar tensión de su cuerpo, con ligeros ejercicios de respiración y relajación (comúnmente).
Cuando el paciente está convencido de que puede al sentirse apto y seguro de sí mismo para enfrentar la realidad, comienza la exposición “in vivo”, es decir, se enfrenta cara a cara a su temor, afrontando sus pensamientos y sus sensaciones en la situación temida, y comprobando aún más que no hay peligro inminente que ponga en riesgo su vida, que no vendrá la catástrofe que su mente había creado.
Es importante que permanezca en tal situación tanto tiempo como el paciente lo necesite y lo soporte, para que poco a poco desaparezca el malestar y compruebe que las sensaciones son totalmente inocuas e innecesarias; y si se insiste más, llegará un momento en que la situación no generara ningún tipo de ansiedad, y la terapia habrá funcionado.
Los primeros ensayos, pero sobre todo las exposiciones "in vivo" serán largas y duras. No se debe obligar al paciente a hacerlo por la fuerza o bajo amenaza. Si se desea ayudar, es mejor estimularlo con ideas positivas, haciéndole ver cuáles serán sus logros y beneficios obtenidos cuando finalice su exposición "in vivo". Por eso es importante que el paciente lo haga voluntariamente; de esta manera sentirá mayor satisfacción, alivio, desahogo y confianza, pero sobre todo capaz de hacerlo por sí mismo al sentirse una persona sana.

## Fuente bibliográfica
- Profesor Doctor Espada Sánchez, José Pedro, "La agorafobia", Mente y Cerebro, 37, 2009, págs. 12-20.